# Kitajski cimet
Kitájski címet (znanstveno ime Cinnamomum cassia) je ena izmed dveh vrst dreves, iz katerih se pridobiva začimba cimet.